# Жапура
Жапура, Какета (порт. Japurá, ісп. Caquetá, Yapurá) — річка в Колумбії (де називається Какета, ісп. Caquetá) і Бразилії; ліва притока Амазонки. Належить до водного басейну Атлантичного океану.

## Географія
Річка починає свій витік на північний схід від міста Пасто в департаменті Каука у Центральній Кордильєрі на південному заході Колумбії, всього в 10 км від витоків річки Магдалена, і має назву Какета.
Тече на південний схід до Бразилії, де вона після впадіння річки Апапоріс одержує назву Жапура. У нижній течії, при впадінні в Амазонку, тече заболоченою місцевістю, розділяється на численні рукави, які нерідко мають сполучення з основним річищем Амазонки. Це ускладнює вимірювання довжини річки, яка варіюється, залежно від використовуваного методу, від 2200 до 2800 км. За деякими джерелами річка має довжину 2820 км, за іншими 2420 км і навіть близько 2000 км), середньорічна витрата води 18 620 м³/с (третя за величиною притока Амазонки після Ріо-Мадейри та Ріу-Негру).
У верхній течії, в Андах і в західній частині Гвіанського нагір'я, дуже порожиста, на Амазонській низовині широка і спокійна; у нижній течії за 600 км від гирла впадіння в Амазонку річка утворює численні рукави, протоки та стариці. Живлення дощове. З березня по липень відбувається паводок, завдяки чому річка широко розливається, утворюючи озера. Судноплавна переважно в межах Бразилії, у Колумбії — на окремих ділянках.

## Притоки
Річка Жапура на своєму шляху приймає воду великої кількості приток, найбільші із них (від витоку до гирла):
- на території Колумбії (має назву Какета):
  - Ортеґуаза (ліва, довжина 210 км, басейн 9950 км², стік 980 м³/с)
  - Мецая (права, 210 км, 4600 км²)
  - Каґуан (ліва, 630 км, 14 500 км², 1090 м³/с)
  - Ярі (ліва, 620 км, 31 650 км², 2360 м³/с)
  - Кагуінарі (права, 550 км, 15 500 км², 980 м³/с)
  - Міріті Парана (ліва, 320 км, 570 м³/с)
- на кордоні Колумбія-Бразилія:
  - Апапоріс (ліва, 1370 км, 54 310 км², 3900 м³/с)
- на території Бразилії (де вона відома як Жапура):
  - Пурує (права, 370 км, 8630 км², 540 м³/с)
  - Жуамі (права)
  - Мапарі (права)
  - Панапуя (права)
  - Ауаті Парана (330 км, 2900 км², 180 м³/с)
  - Мірім Пірайяна (210 км)

## Гідрологія
Спостереження за водним режимом річки проводилось протягом 21 року (1973⁣—⁣1993) на станції в Ацанауї (поблизу Абунаї), бразильського міста у штаті Амазонас, розташованого трохи вище за течією від свого головного виходу в річку Амазонку. Середньорічна витрата води яка спостерігалася тут у цей період становила 13 915 м³/с для водного басейну 242 259 км². Величина прямого стоку в цілому по цій частині басейну становила — 1811 міліметри на рік.
За період спостереження встановлено, що мінімальний середньомісячний стік становив 8033 м³/с (у лютому), що становить понад 39 % максимального середньомісячного стоку, який відбувається у липні та становить майже 20 434 м³/с і вказує на середню амплітуду сезонних коливань.
За період спостереження, абсолютний мінімальний місячний стік (абсолютний мінімум) становив 2 900 м³/с (у лютому), що становить трохи більше 11 % абсолютного максимального місячного стоку (абсолютний максимум) який доходив до 25 533 м³/с (у липні).

## Використання
Річка є середовищем для проживання найрізноманітніших риб та рептилій, зокрема величезних сомів вагою до 90 кг і довжиною до 1,8 м, електричних вугрів, піраній, черепах і кайманів. Вона також служить основним засобом пересування за допомогою крихітних каное, більших моторних човнів та річкових суден, відомих в цих місцях, як «ланхас». Вони перевозять різноманітні вантажі та пасажирів.